# Efecto Christofilos

Efecto Christofilos

El efecto Christofilos hace referencia a la captura de partículas cargadas a lo largo de líneas de fuerza magnéticas, predicha por primera vez en 1957 por el físico greco-estadounidense Nicholas Christofilos. Christofilos sugirió que el efecto podría tener un potencial defensivo en una guerra nuclear, ya que serían tantas las partículas beta (electrones) atrapadas que las ojivas que atravesasen la región se verían afectadas por corrientes eléctricas tan grandes que dañarían su electrónica. La posibilidad de que unas pocas ojivas amigas pudieran interrumpir un ataque enemigo era tan prometedor que se hicieron una serie de nuevos ensayos nucleares antes de que entrara en vigor una moratoria de las pruebas a finales de 1958. Esas pruebas mostraron que el efecto no era tan intenso como se había predicho, y no lo suficiente como para dañar una ojiva. Sin embargo, el efecto es lo suficientemente fuerte como para usarse para neutralizar los radares e inutilizar los satélites.

## Idea conceptual
Entre los muchos tipos diferentes de energía liberada por una explosión nuclear se encuentran una gran cantidad de partículas beta, o electrones de alta energía, creadas por las reacciones de fisión nuclear utilizadas en el diseño típico de una bomba nuclear. Debido a que estas partículas están cargadas, inducen corrientes eléctricas en los átomos a medida que pasan a gran velocidad, haciendo que el átomo se ionice y haga que la partícula beta se desacelere levemente, radiación de frenado. En la atmósfera inferior, esta reacción es tan poderosa que las betas tardan en alcanzar velocidades térmicas de unas pocas decenas de metros como máximo, pero a gran altura, son libres de recorrer largas distancias.
Si una bomba explota por encima de la atmósfera, las partículas beta que viajan hacia abajo continuarán haciéndolo hasta que la atmósfera alcance una densidad crítica, generalmente entre 50 y 60 km. Esto provoca que se forme un gran disco de aire ionizado debajo del punto de explosión, causando un apagón nuclear. Un número similar de partículas, viajando hacia arriba, se perderá en el espacio. El efecto de Christofilos se refiere a esas  partículas betas que viajan más o menos paralelas al campo magnético de la Tierra en el punto de explosión. Estas partículas betas, al estar cargadas, quedan atrapadas dentro del campo y comienzan a viajar hacia el norte y hacia el sur a lo largo de las líneas de fuerza. Como estas son curvas y se unen al suelo cerca de los polos magnéticos norte y sur, estas partículas eventualmente golpean la atmósfera también, formando discos de ionización similares.
La idea básica del efecto Christofilos es que se puede crear un disco de ionización a grandes distancias de la explosión. Para cada posible punto de detonación en el hemisferio sur, por ejemplo, hay un punto en el hemisferio norte que es su área magnética conjugada donde se formará el disco. Christofilos sugirió la posibilidad emplear defensivamente las partículas betas. Mientras atraviesa la de partículas nube beta un vehículo de reentrada encuentra el mismo tipo de efecto de ionización que el aire, pero al ser metálico, el movimiento de electrones resultante se convierte en una corriente eléctrica dentro de la estructura. Si este efecto es lo suficientemente fuerte, las corrientes resultantes dentro de la cabeza nuclear pueden dañarla, especialmente sus componentes electrónicos. Esto podría, en teoría, ser utilizado como una medida de defensa disparando una serie de bombas sobre el Pacífico Sur, creando una sombrilla sobre la mayoría de los Estados Unidos sin tener que lidiar con ninguna lluvia nuclear o pulso electromagnético de las bombas.
Igual de interesante para los estrategas militares fue la posibilidad de emplearlo como arma ofensiva. En el caso de un ataque de Estados Unidos contra la Unión Soviética, las ubicaciones conjuntas al sur de la URSS generalmente se encuentran en el océano Índico, donde no serían vistas por los radares soviéticos de alerta temprana. Una serie  explosiones a baja altitud sobre el Océano Índico causaría un apagón de radar masivo sobre la URSS, degradando su sistema ABM, sin previo aviso. Como estos efectos duran hasta cinco minutos, aproximadamente la cantidad de tiempo que un radar en la URSS tendría de línea de visión e de las ojivas nucleares, una sincronización cuidadosa del ataque podría inutilizar el sistema ABM.

## Historia
En 1957, Christofilos sugirió que la captura por el magnetismo de la Tierra podría usarse deliberadamente para dar forma a la propagación de las partículas betas de un arma nuclear. Al principio, el concepto fue ignorado. Sin embargo, el lanzamiento del satélite Explorer I en 1958 dio lugar a lecturas anómalas interesantes que se determinaron debidas a lo que ahora se conoce como cinturones de radiación Van Allen, partículas cargadas del Sol que quedan atrapadas dentro del campo magnético de la Tierra. Esto llevó al pánico dentro del establecimiento de defensa cuando algunos concluyeron que los cinturones de Van Allen no se debían a las partículas del Sol, sino a las pruebas nucleares secretas soviéticas a gran altitud. Se realizaron varios lanzamientos de seguimiento para estudiar mejor el carácter de estos cinturones, y el pánico se desvaneció.
Christofilos, que anteriormente se dedicaba exclusivamente a la investigación civil, ahora estaba invitado a unirse al equipo de la bomba nuclear en el Laboratorio de Radiación Lawrence, aunque nunca recibió la "autorización Q" necesaria para trabajar en diseños de ojivas nucleares. Propuso las detonaciones nucleares para poner a prueba su predicción. Esto se logró en 1958 en el Proyecto Argus, cuando se detonaron tres bombas atómicas sobre el Atlántico sur a una altura de 300 millas (480 km). Las bombas liberaron partículas cargadas que se comportaron exactamente como Christofilos había predicho, quedando atrapadas en la línea de la fuerza. Aquellos que lograron llegar lo suficientemente lejos en la atmósfera hacia el norte y el sur configuraron una pequeña tormenta magnética.
Estas pruebas demostraron que la posibilidad de usar el efecto como un sistema defensivo simplemente no era viable. El efecto no fue lo suficientemente fuerte ni duradero como para ser usado como escudo defensivo. Las posibilidades ofensivas se mantuvo, pero con un tiempo de vida del orden de unos pocos minutos, el efecto no dura lo suficiente para ocultar todo el ataque, por lo que un ataque completamente por sorpresa no serían posibles. Siendo este el caso, se podría crear un efecto aún más poderoso mediante las ojivas del propio ataque.
Más recientemente, ha habido una continua preocupación sobre el uso del efecto Christofilos como una forma de inutilizar satélites.